# كفر متى
كفر متى هي قرية لبنانية من قرى قضاء عاليه في محافظة جبل لبنان.
تبعد كفر متى حوالي 32 كلم (19.8848 ميل) عن بيروت عاصمة لبنان. ترتفع حوالي 750 م (1) (1640.5 قدم - 546.8 يارد) عن سطح البحر وتمتد على مساحة تُقدَّر بـ 1164 هكتاراً (11.64 كلم²- 4.49304 مي² (2)).
اسم كفر متى سرياني آرامي مركب من «كفر» بمعنى قرية و «متى» اسم علم بمعنى رجل الله فنكون «قرية متى» أو قرية رجل الله. قرب عين الضيعة وفي ساحة القرية وحتى زمن قصير كانت توجد بقايا الدير العتيق للقديس متى وبوابة خشبية ملبسة بالحديد نزعت من مكانها وأهديت إلى غسان التويني...أول من بنى منزلا على مقربة من أطلال الدير حميدان أبوعمار وأخذ حجارته من حجارة الدير وهذا المنزل توارثه أعقاب حميدان أبو عمار إلى أن انتهى إلى يوسف منصور حميدان ثم بيع إلى أمين محمود الغريب أما مكان الدير فقامت بيوت تخص أعقاب حمد الذيب وأعقاب خطار نجم الذيب...
يعود تاريخ بناء كفرمتى لبدايات القرن الثالث عشر أي سنة 1200 ميلادية أما الحي الغربي المسمى ب«بشعقاب» فهو قديم جدا يعود تاريخه إلى ما قبل الميلاد استنادا إلى شكل النواويس الموجودة فيه وبشعقاب كانت قرية قبل قيام كفرمتى واشتهر من هذه القرية مؤرخ يدعى «البشعقابي».

## أعلام
- أمين ناصر الدين:(25 يناير 1876 - 6 أكتوبر 1953) صحفي وروائي ولغوي.